# The Dome (revue)
The Dome est une revue artistique et littéraire britannique illustrée publiée à Londres entre 1897 et 1900.
D'abord sous-titrée A Quarterly Containing Examples of All the Arts et trimestrielle, The Dome est éditée par Ernest James Oldmeadow (1867-1949), directeur de la maison d'édition The Unicorn Press, implantée à Londres, au 26 Pater Noster Square, au pied de la cathédrale Saint-Paul, puis déménage au 7 Cecil Court (en). Le premier numéro sort en mars 1897 au prix de 1 shilling.
Avec The Yellow Book (1894-1897) et The Savoy (1896), elle est l'une des revues britanniques phares de cette époque, mais se détache de l'esprit décadentiste de ses deux consœurs. La pensée de Walter Pater influence beaucoup son contenu rédactionnel, ainsi que l'esthétique préraphaélite.
En octobre 1898, elle devient mensuelle et prend comme sous-titre An Illustrated Monthly Magazine and Review of Literature, Musique, Architecture and the Graphic Arts.
Elle prend fin en juillet 1900.
Côté illustrations, y trouve des reproductions de gravures de maîtres anciens comme Lucas Cranach, Albrecht Dürer, Martin Schongauer, John Constable, Piranèse, d'artistes japonais comme Hiroshige, Hokusai et Utamaro, mais aussi des modernistes.

## Contributeurs notables
- Laurence Binyon (en) (4, 1898)
- Edward Gordon Craig (affiche et gravures)
- Edward Burne-Jones (3, 1899)
- Edward Calvert (7, 1900)
- Stewart Carmichael (en) (5, 1899)
- Campbell Dodgson
- Edward Elgar (2, 1897 ; 4, 1998)
- Roger Fry
- Althea Gyles
- William Thomas Horton
- Laurence Housman (2, 1897 ; 4, 1898)
- Israfel [Gertrude Hudson][3]
- Liza Lehmann (2, 1897)
- Will G. Mein (en)
- Alice Meynell
- Emil Orlik (1, 1998 ; 7, 1900)
- William Rothenstein (2, 1899)
- Dante Gabriel Rossetti (2, 1897)
- Bernard Sleigh (en)
- William Strang
- Arthur Symons
- Francis Thompson
- Ethel Rolt Wheeler (en)
- William Butler Yeats (2, 1897)